# Пикенс (Јужна Каролина)
Пикенс (енгл. Pickens) град је у америчкој савезној држави Јужна Каролина.

## Демографија
По попису из 2010. године број становника је 3.126, што је 114 (3,8%) становника више него 2000. године.
| Група             | 2000.         | 2010.         |
| Белци             | 2.386 (79,2%) | 2.465 (78,9%) |
| Афроамериканци    | 506 (16,8%)   | 478 (15,3%)   |
| Азијати           | 11 (0,4%)     | 20 (0,6%)     |
| Хиспаноамериканци | 75 (2,5%)     | 105 (3,4%)    |
| Укупно            | 3.012         | 3.126         |